# Premiile Radio România Actualități
Premiile Radio România Actualități sunt oferite pentru rezultatele din muzica românească. Acestea sunt oferite anual, din 2004.

## 2004
Cel mai bun album - Loredana - Extravagantza
Cel mai bun album popular - Irina Loghin & Fuego
Cel mai iubit interpret - Pepe
Premiu de excelență - Florin Piersic
Sursa: 

## 2010
Artistul anului
- Cristi Minculescu
- Ștefan Bănică Jr.
- Inna
- Holograf

Cel mai bun debut
- The Marker
- Bloggers
- Roller Sis

Radio România Junior
- Gabriela Bugle
- Moise Bădulescu
- Maria Crăciun

Cel mai bun interpret
- Mihai Trăistariu
- Tony Tomas
- Ștefan Bănică Jr.
- Ovidiu Komornyik
- Laurențiu Duță

Cea mai bună interpretă
- Elena Gheorghe
- Andra
- Paula Seling
- Loredana

Cel mai bun cântec pop
- "Iubește-mă astăzi, iubește-mă mâine" (Adrian Cristescu/ Andra)
- "La tine" (Sandy Deac/ Tony Tomas)
- "Change" (George Hora/ Puya feat. Kamelia & George Hora)
- "Ochii tăi" (Paula Seling)
- "Calling U" (Tabasco feat. Ovi)
- "The Balkan Girls" (Laurențiu Duță/ Elena Gheorghe)

Cel mai bun album pop
- Iubește-mă astăzi, iubește-mă mâine (Andra)
- Love (Mihai Traistariu)
- Secrete publice (Tony Tomas)
- Thank You (Nicola)
- Culeg vise (Paula Seling)

Cel mai bun artist pop-dance
- Inna
- Play & Win
- Andreea Bănică
- Akcent
- Morandi
- Tom Boxer
- Dj Project
- Connect-R

Cel mai bun cantec pop-dance
- "Single Lady" (Radu Sîrbu/ DJ Layla feat Alissa)
- "Samba" (Play & Win/ Andreea Bănică feat. Dony)
- "Colours" (Marius Moga/ Morandi)
- "That's my name" (Akcent)
- "Amazing" (Inna)
- "Muleina" (Neylini)

Cel mai bun compozitor
- Laurențiu Duță
- Tom Boxer
- George Hora
- Play & Win
- Adrian Cristescu

Omul cu chitara
- Vasile Șeicaru
- Ducu Bertzi
- Zoia Alecu
- Alexandru Andrieș

Cel mai bun album folk
- Cărări de maci (Zoia Alecu)
- În orașul cu floare de tei (Vasile Seicaru)
- Delta lunară (Raul Cârstea și Constantin Nicolae)

Cel mai bun cantec folk
- Lumea pentru toți (Vasile Șeicaru)
- Iar e lună plină (Zoia Alecu)
- Deltă lunară (Raul Carstea si Constantin Nicolae)

Cel mai bun artist pop-rock:
- Voltaj
- Proconsul
- Bere Gratis
- Holograf
- Iris

Cel mai bun album pop-rock
- v8 (Voltaj)
- Pe marele ecran (Bere Gratis)
- Sens unic (Proconsul)

Cel mai bun cantec pop-rock
- Vara trecută (Voltaj)
- Picuri de rai (Jukebox)
- Primăvara începe cu tine (Holograf)
- Pas în doi (Bere Gratis)
- Sunt al tău (Proconsul)
- E criză (Taxi)

Cel mai bun proiect discografic
- Pe marele ecran (Bere Gratis)
- Ducu Bertzi și Florian Pittiș în concert
- Vino (Laura Stoica)

Cel mai bun proiect etno
- Live 2009 (Ovidiu Lipan și Fanfara Zece Prajini)
- Ro-maniac (Damian & Brothers)
- Balade din Carpați (K1 și Felicia Filip)

Premiul de excelență
- Nicolae Nițescu

Cel mai difuzat cântec 2009 la RRA
- "Single Lady" (Radu Sarbu/Ana Sarbu/ DJ Layla feat Alissa)

Cel mai difuzat artist la RRA în 2009
- Dj Project